# 11373 Carbonaro
11373 Carbonaro è un asteroide della fascia principale. Scoperto nel 1998, presenta un'orbita caratterizzata da un semiasse maggiore pari a 2,2018708 au e da un'eccentricità di 0,1279358, inclinata di 2,04883° rispetto all'eclittica.
L'asteroide è dedicato alla studentessa statunitense Nicole Jean Carbonaro.